# Láchar
Láchar – gmina w Hiszpanii, w prowincji Grenada, o powierzchni 13,12 km². W 2012 roku gmina liczyła 3 205 mieszkańców.
Gmina Láchar ma własną tarczę i flagę od 2002 r., kiedy to zostały w pełni zatwierdzone przez radę miejską i od której zostały wykorzystane.

## Miasta partnerskie
- Brenna, Włochy